# Alfonso Silva Navarro
Oscar Alfonso Silva Navarro (Talca, 11 de junio de 1950) es un diplomático chileno. Fue subsecretario de Relaciones Exteriores de Chile entre 2012 y 2014 y entre marzo y agosto de 2018.

## Carrera diplomática

### Cargos
Egresó de la Academia Diplomática de Chile Andrés Bello en 1976. Posteriormente se desempeñó en varias funciones:
- 1976-1977: Secretario de la Dirección Cultural.
- 1977-1981 Secretario en la Embajada de Chile en Estados Unidos.
- 1982-1983: Jefe de Departamento de la Dirección América del Norte.
- 1983-1987: Consejero en la Embajada de Chile en Estados Unidos.
- 1988: jefe de Gabinete del Director General de Asuntos Políticos.
- 1988-1989: Jefe de Gabinete del Ministro de Relaciones Exteriores.
- 1990-1992: Consejero en la Embajada de Chile en Brasil.
- 1992-1994 Ministro Consejero en la Embajada de Chile en Sudáfrica.
- 1995-1996: Subdirector de la Dirección Asia-Pacífico.
- 1996-1999: Cónsul General de Chile en Barcelona.
- 2000-2001: Delegado ante la Asociación Latinoamericana de Integración, con sede en Montevideo, Uruguay.
- 2001-2004: Subdirector para América del Sur y Mercosur.
- 2004-2007: Embajador de Chile en Jamaica y concurrente en Antigua y Barbuda, Dominica, Guyana, San Vicente y las Granadinas, San Cristóbal y Nieves, Granada, Santa Lucía, y representante permanente ante la Comunidad del Caribe (Caricom) y ante la Autoridad Internacional del Suelo Marítimo.
- 2007-2010: Embajador de Chile en India.[3]
- 2010-2012: Director General de Política Exterior.[4]
- 2014-2018: Embajador de Chile en Canadá
- 2018-: Embajador de Chile en Estados Unidos[5]

## Subsecretario de Piñera (2012-2014; 2018)
El 12 de noviembre de 2012 fue nombrado subsecretario de Relaciones Exteriores por el presidente de Chile, Sebastián Piñera. Según se explicó, la decisión se tomó para fortalecer ciertas áreas de la Cancillería «frente a una etapa muy exigente, muy importante, tremendamente significativa para el país, como es la causa que se lleva en el tribunal de La Haya». Caracterizado como un funcionario de bajo perfil por la prensa, solía estar alejado de la «primera plana» a pesar de sus éxitos en materias sensibles. Asimismo se le consideraba un «hombre de confianza» del entonces canciller Alfredo Moreno Charme.
El 11 de marzo de 2018 volvió a asumir como subsecretario de Relaciones Exteriores en el segundo gobierno de Sebastián Piñera, cargo que desempeñó hasta el 10 de agosto para ser nombrado Embajador de Chile en Estados Unidos ese mismo año.

## Condecoraciones
- Gran oficial de la Orden de Mayo al Mérito (República Argentina, 22 de junio de 2004).[11]
- Caballero gran cruz de la Orden de Isabel la Católica (Reino de España, 4 de marzo de 2011).[12]

## Controversias sobre formación académica
A pesar de presentarse como licenciado en derecho, e incluso el canciller Heraldo Muñoz haberlo presentado para embajador en Canadá con posgrados en Johns Hopkins o Georgetown, la Universidad de Chile aclaró que Silva no poseía grado académico, por lo que solo podía acreditar licencia de enseñanza media.